# Cova de la Cendra
La Cova de les Cendres o Cova de la Cendra se sitúa en el término municipal de Teulada-Moraira (Marina Alta, Alicante), en el noroeste de la Comunidad Valenciana. Es uno de los yacimientos arqueológicos más conocidos del Mediterráneo español y una referencia en la investigación del Neolítico de toda la vertiente mediterránea peninsular. La cueva presenta una de las secuencias arqueológicas más completas de la zona. En la Cova de les Cendres podemos distinguir hasta 21 niveles diferentes, la secuencia arqueológica de la cueva abarca desde los finales del Paleolítico superior hasta el inicio de la Edad de Bronce. Se sabe que la Cova de les Cendres ha sido ocupada, por lo menos, unos 25.000 años.
Cendra en valenciano significa 'ceniza', siendo cendres la forma plural 'cenizas'. La cueva es conocida como Cova de la Cendra y como Cova de les Cendres. Se han registrado varios mapas de la cueva del año 1945 en los que se emplea por primera vez el nombre  Cova de les Cendres, dando así lugar a esta variación toponímica.

## Geografía y localización
El yacimiento de la Cova de les Cendres está situado en la Punta de Moraira en una cavidad abierta a unos 50 metros sobre el nivel del mar que se orienta hacia el sudeste. Concretamente, se encuentra en el tramo de acantilados marinos entre el Cabo de la Nao (Jávea) y la Punta de Moraira, de modo que la cueva se abre directamente sobre el mar. Se puede acceder a la Punta de Moraira desde la Calle Puerto de Alcudia 12, Moraira. La ruta para llegar hasta la Cova de les Cendres está señalizada, al igual que la que lleva a la Torre del Cap D'Or, una torre vigía construida en el siglo XVI situada también en la Punta de Moraira.
El yacimiento arqueológico está formado por dos áreas claramente diferenciadas, una exterior bien iluminada que sirve de vestíbulo; y una interior que recibe poca luz y tiene una superficie de unos 600m2. Es la zona interior la que ha sido objeto de numerosas excavaciones desde finales del siglo XX. Únicamente una superficie de 30x50 metros es visible, ya que la parte restante de la cueva resulta inaccesible por la acumulación de grandes piedras.

## Historia

### Descubrimiento de la cueva
El descubrimiento de la Cova de les Cendres como yacimiento arqueológico se le atribuye al abate francés Henri Breuil, quien la localizó en el año 1913. El nombre de la Cova de les Cendres o Cova de la Cendra parece estar relacionado con el hecho de que su descubridor documentó haber encontrado unas siete u ocho capas de cenizas en el suelo de la cueva cubriendo agujeros abiertos por los campesinos.
Henri Breuil encontró algunos materiales del Neolítico en ella como, por ejemplo, un fragmento de cerámica cardial, que es un de los elementos distintivos de la cueva. Sin embargo, las primeras excavaciones no se realizaron hasta finales del siglo XX.

### Excavaciones
Las primeras excavaciones tuvieron lugar de manera consecutiva en los años 1974 y 1975 y fueron organizadas por el Museo Arqueológico de Alicante (MARQ) y dirigidas por Enric Llobregat. En ellas, se llegó hasta la base de los niveles neolíticos. La siguiente excavación se produjo en 1981, fue entonces cuando se descubrieron niveles pertenecientes al Paleolítico superior.
En los años posteriores, las excavaciones se realizaron de manera anual y la cueva se dividió en varios sectores. El sector A dependía de Joan Bernabeu Aubán y el sector B, de Valentín Villaverde Bonilla, ambos catedráticos, profesores e  investigadores de la Universidad de Valencia. En el año 1995, se alcanzaron los niveles pre-cerámicos, es decir, aquellos anteriores a la presencia de restos cerámicos.
Desde el año 1995 hasta la actualidad se han continuado excavando los niveles paleolíticos y se ha descubierto una secuencia que comienza en el Auriñaciense, pasando por el Gravetiense y el Solutrense, y termina en el Magdaleniense superior, todos ellos periodos del Paleolítico superior. Sin embargo, los trabajos de excavación en la Cova de les Cendres no han llegado al fondo del depósito todavía.

### Ocupación
La ocupación de la Cova de les Cendres puede confirmarse debido a los restos encontrados en cada uno de los niveles excavados. No en todas las etapas ha recibido los mismos usos, siendo en ocasiones habitada por humanos y, en otros casos, refugio estacional para su ganado. Las actividades desarrolladas en la cueva dependen en gran medida de los cambios paisajísticos y climáticos que tuvieron lugar a lo largo del Paleolítico Superior y Neolítico.
Ha habido presencia humana en la cueva desde los comienzos del Paleolítico superior, concretamente desde el periodo auriñaciense, aunque aún hay pocos datos sobre esta época concreta en la Cova de les Cendres. En cambio, sí se han encontrado restos más determinantes que demuestran la presencia y actividad humanas en el yacimiento en los periodos Gravetiense, Soultrense y Magdaleniense, todos pertenecientes al Paleolítico Superior.
En el Neolítico, la Cova de les Cendres se convierte en un asentamiento multifuncional y se realizan actividades relacionadas con la agricultura, la ganadería, la pesca y el marisqueo. Por eso mismo, se han encontrado más restos de este periodo que de los anteriores o los posteriores. La Cova de les Cendres presenta una secuencia neolítica muy completa y bastante bien conservada.

### Cerámica
La cerámica es importante en el estudio de la Cova de les Cendres desde su descubrimiento, cuando Henri Breuil halló un pedazo de cerámica cardial en su primera visita a la cueva en 1913. Es precisamente la cerámica cardial la predominante entre los restos hallados en las excavaciones de la Cova de les Cendres. En los niveles neolíticos del yacimiento se han encontrado restos cerámicos que demuestran que las dos técnicas decorativas más empleadas en la cueva fueron las impresiones cardiales y la aplicación de cordones.
Una de las piezas de cerámica cardial más interesantes de la Cova de les Cendres es un recipiente cuya forma no se ha podido reconstruir. Esta pieza presenta un tipo de decoraciones conocida como ramiforme –un dibujo con ramificaciones– que se repite por toda su superficie en color rojo, aunque a día de hoy es poco visible. Lo que hace interesante esta pieza es que evoca culturas no presentes en la península ibérica, especialmente la itálica.

### Caza y ganadería
Aunque a día de hoy la cueva se encuentra en la línea de la costa, se sabe que en el Paleolítico Superior y el Neolítico el nivel del mar estaba mucho más bajo. Al descender el nivel del mar antes de la primera ocupación humana de la Cova de les Cendres, existió una gran llanura de máximo unos 15 km de extensión delante de la abertura de la cueva. De este modo, el paisaje se caracterizaba por presentar pequeñas colinas, pastos y marismas donde habitaban especies animales que sirvieron de alimento y de ganado para los habitantes del paraje.
En las excavaciones de la Cova de les Cendres se han encontrado restos de diversas especies en  proporciones cambiantes según el periodo prehistórico concreto. Sin embargo, la especie más cazada en todo momento fue el conejo, cuyos restos suponen entre un 80% y 90% de los restos animales hallados en el yacimiento. Otras de las especies más importantes son el ciervo, y la cabra y el caballo en menor proporción. Por otro lado, se han encontrado también restos de otras especies en menor cantidad, como pueden ser el asno, el corzo, el jabalí, el lince, el lobo y el zorro, además de tortugas y una variedad de aves.
Con el Neolítico comienza la ganadería y esto supuso en la Cova de les Cendres la presencia de animales domésticos como ovejas o, en menor medida, cerdos. A partir del 6000 BP, la Cova de les Cendres se convirtió en un corral para la manutención del ganado, por lo que se han encontrado menos restos no animales a partir de esta fecha.

### Pesca
Las especies terrestres han sido el principal sustento del hombre, también en el caso de la Cova de les Cendres. Sin embargo, es interesante el contacto de sus ocupantes con el mar, que se encontraba a escasa distancia independientemente de los cambios en el nivel del agua. Se han encontrado restos de especies marinas en la Cova de les Cendres especialmente en los niveles correspondientes al Neolítico. Las dos familias de peces predominantes son los meros y los espáridos, que son comunes en ambientes rocosos y poseen una gran aportación cárnica. Además, los restos encontrados en el yacimiento parecen indicar que en muchas ocasiones los peces eran tratados para su conservación (con técnicas como el ahumado) en la Cova de les Cendres para después poder trasladar los alimentos a otros lugares.

## Piezas halladas en la Cova de les Cendres
Algunos de los restos encontrados en la Cova de les Cendres se encuentran expuestos en el Museo Arqueológico de Alicante (MARQ) en la colección dedicada a la Prehistoria. En el yacimiento se han hallado restos animales, humanos, fragmentos de piezas de cerámica y otros elementos decorativos como pueden ser caninos de ciervo atrofiados perforados.
Uno de los restos de la Cova de les Cendres expuestos en el Museo Arqueológico de Alicante es un hueso de ciervo tallado con la imagen de una cierva. La pieza es un fragmento del metatarso izquierdo de Cervus elaphus de 11,4x1,13x0,71 cm. La importancia de este hallazgo reside en el hecho de que confirma que la secuencia artística de la vertiente mediterránea peninsular retrocede hasta el Paleolítico superior, de manera paralela a la evolución industrial de sus civilizaciones.

## Excavaciones más recientes
Las excavaciones del yacimiento de la Cova de les Cendres han sido realizadas de manera casi  continuada durante años (1974-2017), exceptuando algún parón provocado por la falta de financiación. El 31 de agosto de 2020, se inició una nueva excavación en el yacimiento de la Cova de les Cendres con profesorado y personal investigador de área de Prehistoria de la Universidad de Valencia dirigido por Joan Bernabeu Auban y Oreto García Puchol. Del mismo modo, entre el 15 y el 29 de abril de 2021, un equipo del Departamento de Prehistoria, Arqueología e Historia Antigua de la Universidad de Valencia realizó una nueva excavación de la Cova de les Cendres. Esta ha sido la última campaña de excavaciones que se ha llevado a cabo en este yacimiento.